# Шёнлейн, Иоганн Лукас
Иоганн Лукас Шёнлейн (нем. Johann Lukas Schönlein; 30 ноября 1793, Бамберг — 23 января 1864, там же) — немецкий врач.

## Биография
Иоганн Лукас Шёнлейн изучал медицину в Ландсхуте, Йене, Гёттингене, Вюрцбурге, преподавал в университетах Вюрцбурга (1824—1833), Цюриха (1833—1840), Берлина (1840—1859). Был врачом Фридриха Вильгельма IV.

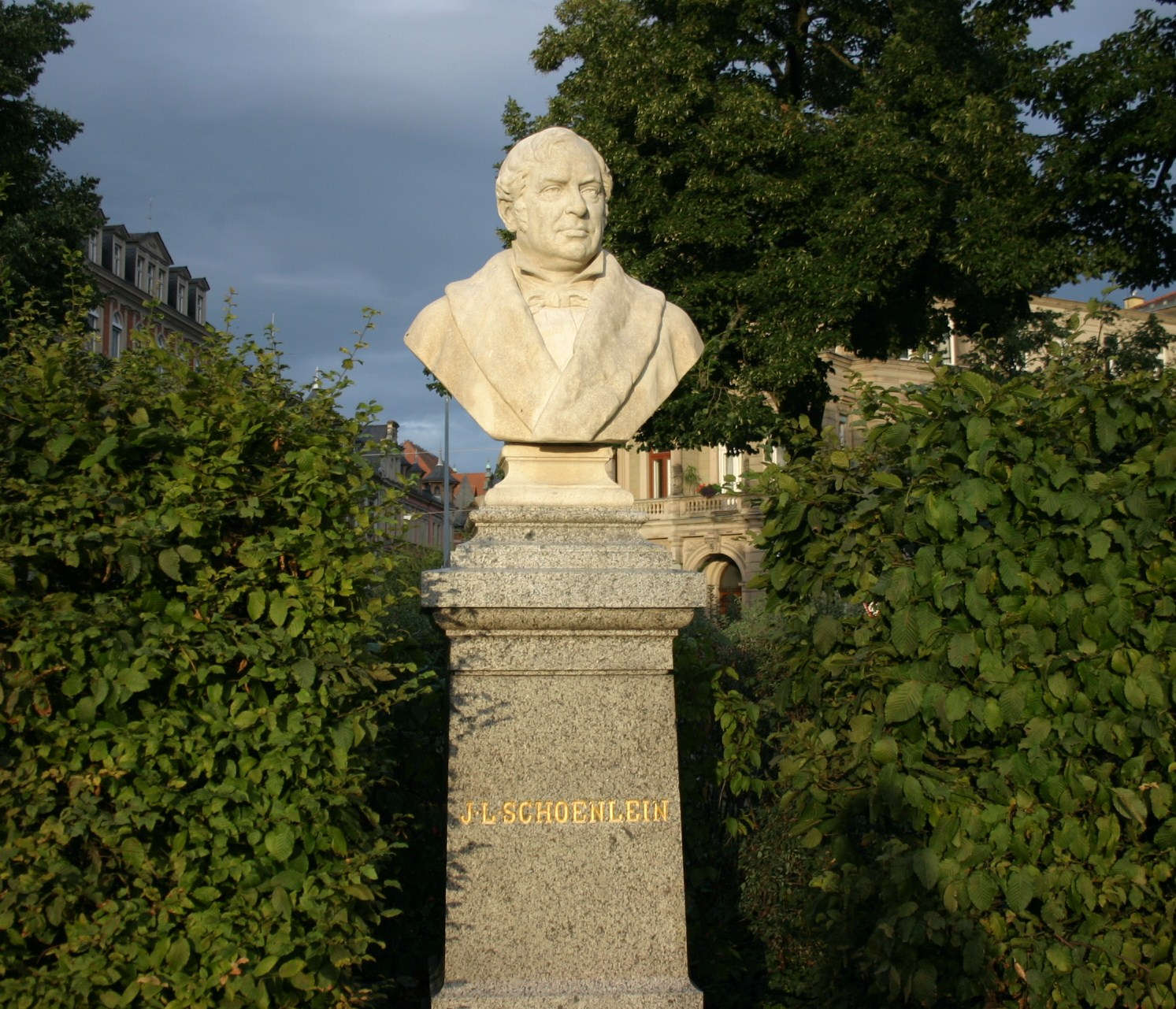
Памятник Шёнлейну

Первый немецкий профессор, который вёл лекции на немецком языке вместо латинского. В 1837 году описал пурпуру ревматоидную (болезнь Шенлейна) и пурпуру анафилактическую — геморрагический васкулит (болезнь Шенлейна-Геноха). Открыл и описал паразитический грибок ахорион (лат. Achorion schonleinii), являющийся возбудителем фавуса.
Ещё во время пребывания в Вюрцбурге он выступил противником господствовавшего тогда в медицине натурфилософского направления и основал новую школу, так называемую «естественноисторическую», учившую применять при лечении данные физики и химии и требовавшую особенно точных методов исследования, как-то: микроскоп, химический анализ и т. д. Учёный разделил все болезни на группы, классы, семейства и виды. Всего им были установлены три большие группы сообразно трём основным органическим тканям.